# Vuilebeek (rivier)
De Vuilebeek (Frans: Sale Becque) is een riviertje in het stroomgebied van de IJzer in de Franse Westhoek in Noord-Frankrijk.  De Vuilebeek ontspringt op de Kasselberg, laat Winnezele en Herzele rechts liggen en Wormhout links, en komt in de IJzer tussen Wilder en Bambeke.